# Organon der Heilkunst

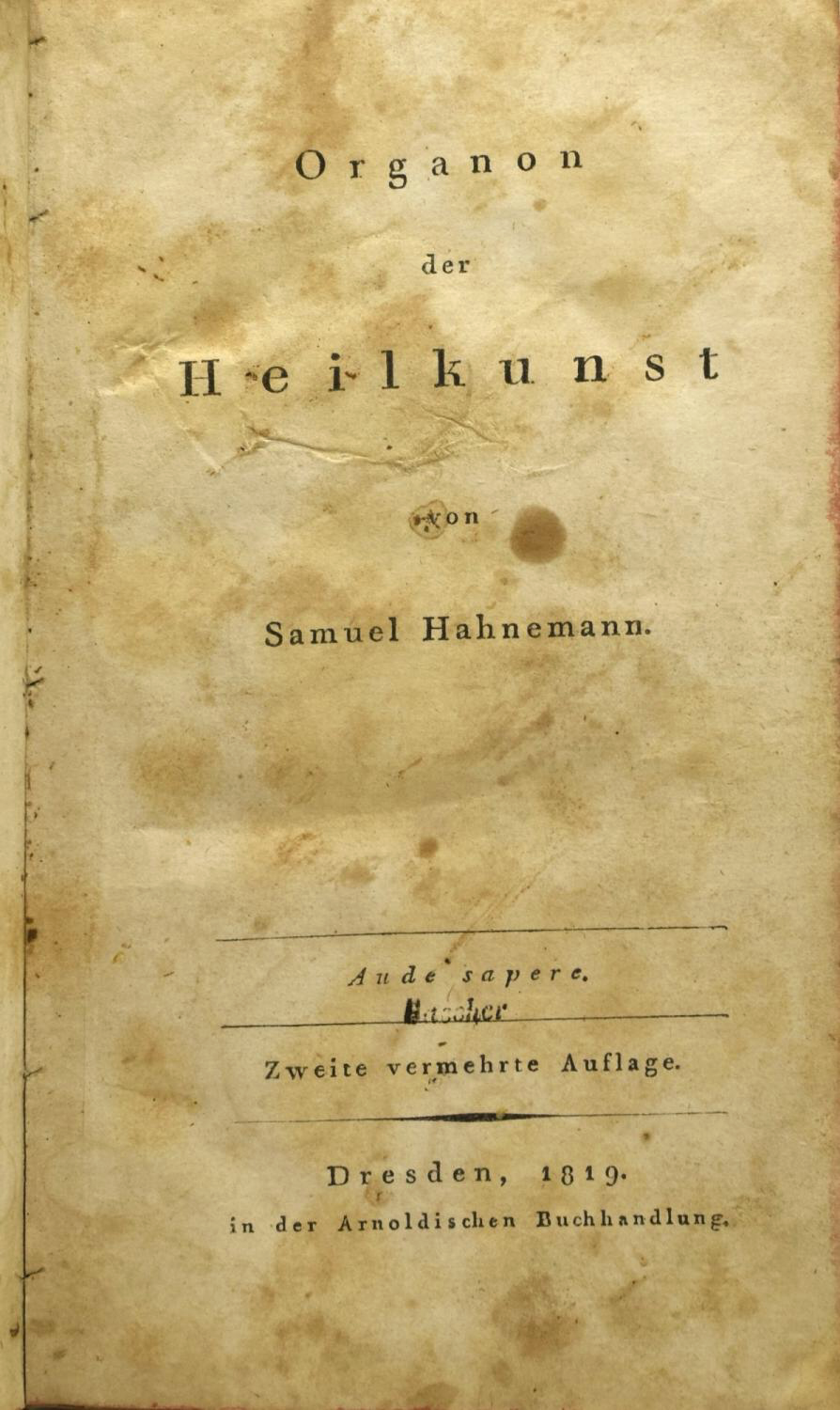
Titel der zweiten Auflage 1819

Das Organon der Heilkunst (griechisch ὄργανον, órganon, lateinisch organum ‚Werkzeug, Instrument‘)  ist das Hauptwerk Samuel Hahnemanns und das Grundlagenwerk der Homöopathie. Zu Hahnemanns Lebzeiten erschienen insgesamt fünf deutsche Auflagen, von denen jede teilweise erhebliche Überarbeitungen aufwies. Eine sechste durch Hahnemann noch persönlich überarbeitete Auflage erschien erst 1921, 79 Jahre nach dessen Tod, das erste Mal und erst 1992 in textkritischer Form. Die fünfte und sechste Auflage wurden mehrfach auf Deutsch wiederaufgelegt. Daneben wurde das Buch in mindestens zehn Sprachen, darunter englisch, französisch, spanisch, portugiesisch, italienisch, niederländisch, ungarisch, schwedisch und russisch, übersetzt und hatte auch in diesen Sprachen mehrere Auflagen. Zusammen mit den indischen Versionen in Bengali, Orija, Hindi und Urdu wurden bis 1979 insgesamt 115 Ausgaben in 18 verschiedenen Ländern Europas, Amerikas und Asiens gezählt.
In Anbetracht des dogmatischen Grundtons der späteren Auflagen wird das „Organon“ oft als „Bibel der Homöopathie“ bezeichnet.

## Inhalt
Das Organon der Heilkunst besteht in der sechsten Auflage von 1842 aus einem Vorwort Hahnemanns, einer Einleitung und 291 Paragraphen, in denen die Prinzipien des Heilens und der Homöopathie dargestellt werden. In der Einleitung und zahlreichen Fußnoten zu den Paragraphen wird die Homöopathie der bisherigen Medizin gegenübergestellt und als die einzige „rationelle Heilkunde“ dargestellt. Den Begriff „rationell“ verwendete Hahnemann allerdings nur in der ersten Auflage (1810) zur Charakterisierung seiner eigenen Methode, oft als Synonym für „homöopathisch“. Ab der zweiten Auflage (1819) gebrauchte er ihn ausschließlich dazu, gegen den (seines Erachtens nicht gerechtfertigten) „rationellen“ Anspruch der alten Schule (Allopathie) zu polemisieren. Die Homöopathie bezeichnete Hahnemann seitdem als „wahre Heilkunst“ und den Homöopathen als „echten Heilkünstler“.
Der Hauptteil des Organons gliedert sich in eine Darstellung der theoretischen (§§ 1–70) und praktischen (§§ 71–291) Grundlagen der Homöopathie. Zu den theoretischen Grundlagen gehören laut Hahnemann die Aufgaben des Arztes (§§ 1–4), die unter anderem Krankheitserkenntnis (§§ 5–18), Kenntnis der Arzneikräfte (§§ 19–21) und die Wahl des angezeigten Arzneimittels (§§ 22–69) umfassen, aber auch die Kenntnis etwa der Interaktion verschiedener Affektionen im gleichen Organismus (§§ 35–51) oder die Unterscheidung von Erstwirkung und Nachwirkung (§§ 63–69). Als praktische Grundlagen werden die Erforschung der Krankheiten, also die Anamnese (§§ 72–104), die Erforschung der Arzneien, also die Arzneimittelprüfung an Gesunden (§§ 105–145), die Anwendung der Arzneimittel zur Heilung (§§ 146–285), das Vorgehen bei speziellen Krankheitsformen (§§ 172–244) sowie die Arzneitherapie (§§ 245–285), einschließlich Herstellung der Arzneien und Potenzierung (§§ 264–271), dargestellt. Abschließend werden nicht-arzneiliche Behandlungsformen beschrieben, die ebenfalls homöopathisch wirken können (§§ 286–291).

## Auflagen
- Die erste Auflage erschien 1810 in Dresden, noch unter dem Titel Organon der rationellen Heilkunde. Nur in dieser Auflage enthält das Titelblatt als Motto einen Vierzeiler von Gellert, der für den zeitgenössischen teleologischen Denkrahmen bezeichnend ist.[6] Hahnemann beanspruchte hier, das „homöopathische Naturgesetz“ bzw. das „ewige, ausnahmelose Gesetz der Homöopathie“ aufgefunden zu haben.
- Ab der zweiten Auflage verwendete Hahnemann als Motto auf dem Titelblatt nur noch „Aude sapere“, also den Leitspruch der Aufklärung, wie ihn Kant 1784 geprägt hatte. Der Titel hieß fortan Organon der Heilkunst, und der Begriff „rationell“, den Hahnemann in der 1. Auflage noch 20-mal verwendet hatte, war jetzt konsequent aus dem gesamten Werk entfernt.[4]
- Die dritte Auflage war – mit Ausnahme von vier neuen Paragraphen – eine nahezu unveränderte Fassung der zweiten.
- Die vierte Auflage erschien 1829. Sie integrierte erstmals die ein Jahr zuvor von Hahnemann veröffentlichte Theorie der chronischen Miasmen.[7] Benutzte Hahnemann den Begriff Lebenskraft bislang höchst selten und nur in einem unspezifischen Sinn, verwendete er ihn ab jetzt auffallend häufig: in der vierten Auflage 70-mal, in der fünften 139-mal und in der sechsten 106-mal.[4]
- Die letzte zu Hahnemanns Lebzeiten erschienene Auflage war die fünfte von 1833. Sie enthält – im Kontext damaliger heftiger Grundsatz-Diskussionen in Leipzig – unter anderem Verbalinjurien Hahnemanns gegen „Allopathen“ und „Mischlings-Homöopathen“.[8]
- Eine sechste und letzte Auflage hat Hahnemann handschriftlich fertiggestellt, sie wurde aber erst lange nach seinem Tod veröffentlicht, nämlich 1921 von Richard Haehl, auf Grundlage einer Abschrift von Hahnemanns Manuskript.[9] Seitdem gilt die sechste Auflage des „Organon“ als das maßgebliche Grundlagenwerk der Homöopathie. 1992 ist eine textkritische Ausgabe des Originalmanuskripts dieser letzten Auflage erschienen. Danach entspricht Haehls Manuskriptabschrift aller Wahrscheinlichkeit nach nicht Hahnemanns Vorstellungen. Vermutlich wollte Hahnemann eine um die lange Einleitung gekürzte und wesentlich schlankere Fassung herausbringen.[8]

Schon für die erste Auflage hatte Hahnemann Fragmente aus seinen bisher veröffentlichten Schriften benutzt. Zur Vorbereitung der folgenden Auflagen nahm er jeweils ein Exemplar, ergänzte einige Sätze, strich andere und klebte Zettel mit gänzlich neuen Paragraphen ein. Dabei hatte er nie genügend Zeit am Stück, um ein Werk aus einem Guss zu schaffen. Daher hat das Organon in den späteren Auflagen eine Flickenteppich-Struktur. Innerhalb eines einzigen Satzes gibt es mitunter Teile, die zwanzig Jahre älter sind als der Rest und unterschiedliche, sich überlappende Entwicklungsstränge wiedergeben. Deswegen ist es möglich, dass sich heutige Anhänger mit unterschiedlichen Ansichten auf ein und dasselbe Werk Hahnemanns berufen.

## Die textkritische Ausgabe

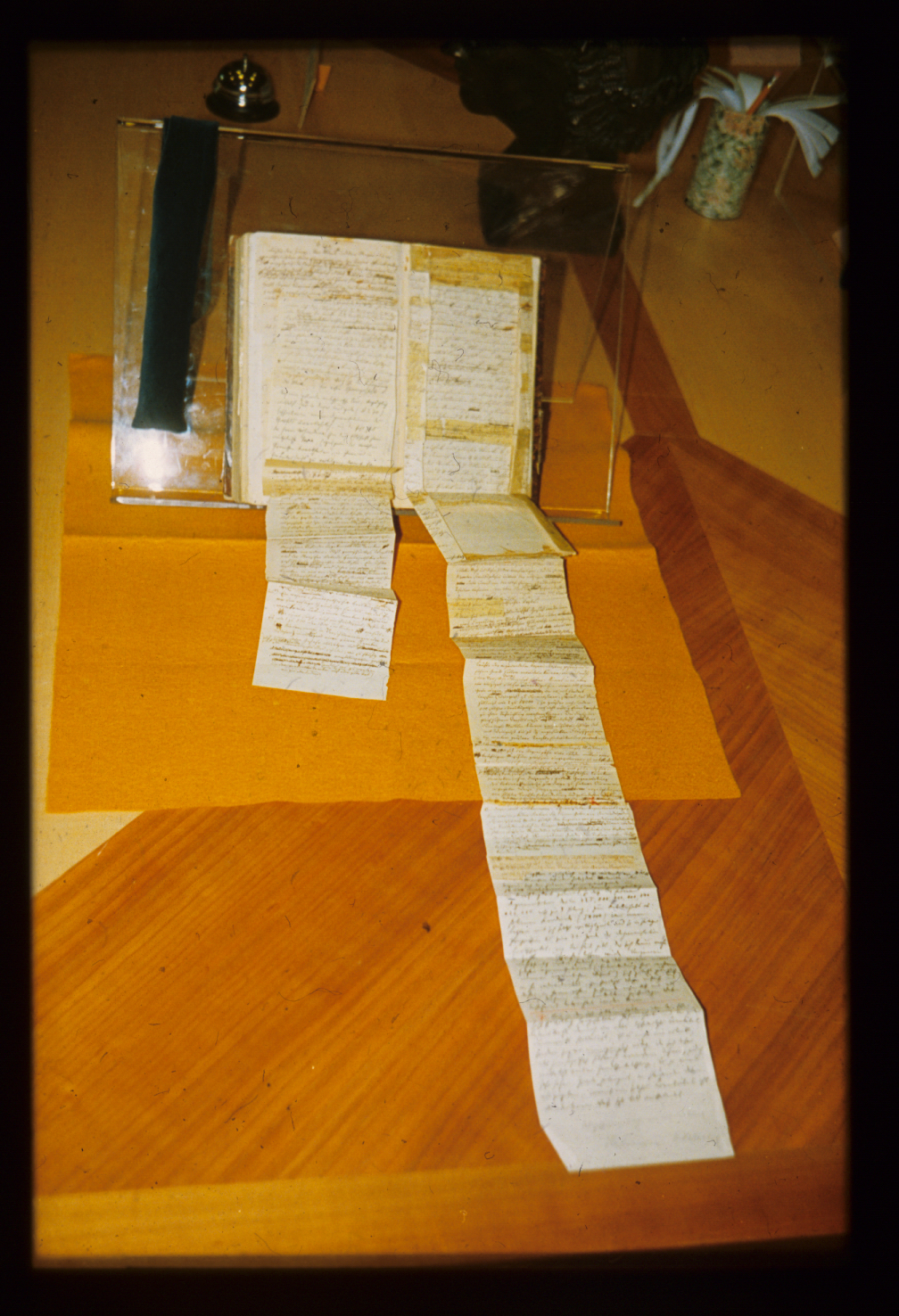
Manuskriptseite der 6. Auflage des „Organon der Heilkunst“, erstellt 1842 von Samuel Hahnemann

Zu seinen Lebzeiten veröffentlichte Hahnemann das Organon in fünf Auflagen (1810, 1819, 1824, 1829, 1833). 1842 vollendete er in Paris das Manuskript für eine sechste (lange erwartete) Auflage, deren Publikation er nicht mehr erlebte. Über seine Witwe Mélanie Hahnemann und die Verheiratung ihrer Adoptivtochter mit dem Sohn von Clemens von Bönninghausen gelangte das unveröffentlichte Manuskript schließlich in das Gut der Familie von Bönninghausen in Darup, ohne dass es von den jeweiligen Erben zu einem erschwinglichen Preis zur Drucklegung freigegeben worden wäre. Erst in der Inflationszeit, 1921, gelang es William Boericke aus San Francisco – vermittelt durch Richard Haehl, einen Stuttgarter Homöopathen – das Organon-Manuskript von den Bönninghausen-Nachkommen gegen harte Devisen (1000 US-Dollar) zu erwerben und daraus die erste amerikanische Übersetzung zu erstellen. Haehl konnte den dabei miterworbenen Nachlass Hahnemanns, zu dem auch eine Abschrift des Organon-Manuskripts gehörte, behalten und auf deren Grundlage die erste deutsche Ausgabe von Hahnemanns sechster Auflage des Organons herausgeben.
Hahnemann hatte in der sechsten Auflage des Organons zum ersten Mal eine veränderte Art des Potenzierens angegeben (die sogenannten Q-Potenzen), die in der Homöopathie viel diskutiert wurde. Angesichts der Bedeutung dieser Arzneipräparationsanweisung für die homöopathische Praxis war eine Sichtung des ursprünglichen Manuskripts wünschenswert.  1992 konnte der Medizinhistoriker Josef M. Schmidt im Rahmen eines Auslandsstipendiums der Deutschen Forschungsgemeinschaft an der University of California, San Francisco, in deren Library (Special Collections) sich Hahnemanns Organon-Manuskript mittlerweile befindet, die erste textkritische Ausgabe davon erstellen und im Haug-Verlag publizieren. Damit lag – nach 150 Jahren – erstmals der deutsche Text von Hahnemanns letzter Hand der interessierten Öffentlichkeit vor.
Auf der heute maßgeblichen textkritischen Ausgabe beruhen auch die Standardausgabe von 1996, die Organon-Synopse von 2001, die Neufassung mit Systematik und Glossar von 2003 sowie alle neueren Übersetzungen, etwa ins Englische, Polnische, Spanische oder Französische. Alle übrigen auf dem Markt kursierenden Organon-Ausgaben (von Marix, Narayana, Barthel & Barthel, Hippokrates usw.) sind ausnahmslos Nachdrucke des veralteten Haehlschen Textes von 1921.

## Digitale Volltextausgaben
- Organon der Heilkunst, 3. Auflage, 1824
- Organon der Heilkunst, 4. Auflage, 1829
- Organon der Heilkunst, 5. Auflage, 1833
- Organon der Heilkunst, 6. Auflage, 1921 von R. Haehl herausgegebene Fassung (Online-Version)
- Organon der Heilkunst, 6. Auflage, 1992, textkritische Ausgabe, hrsg. von Josef M. Schmidt
- Organon der Heilkunst, 6. Auflage, 1996, Standardausgabe, hrsg. von Josef M. Schmidt